# Перший уряд Ангели Меркель
Перший уряд Анґели Меркель — федеральний німецький уряд федерального канцлера Анґели Меркель (партія Християнсько-демократичний союз), що діяв з 22 листопада 2005 року по 27 жовтня 2009 року.

## Створення
10 жовтня 2005 голова Християнсько-соціального союзу, прем'єр-міністр Баварії Едмунд Штойбер повідомив, що на переговорах про формування «великої» правлячої коаліції, які проводили Анґела Меркель, Герхард Шредер і голова СДП Франц Мюнтеферінг, було вирішено, що Анґела Меркель стане новим канцлером Німеччини.
В обмін на згоду на канцлерство Анґели Меркель СДП отримала в новому уряді 8 міністерських портфелів: іноземних справ, фінансів, юстиції, праці, з питань охорони навколишнього середовища, охорони здоров'я, транспорту, а також економічного співробітництва і розвитку.
До ХДС/ХСС — поряд з керівником відомства федерального канцлера в ранзі міністра — відходять посади міністрів оборони, внутрішніх справ, економіки, сім'ї, освіти, а також сільського господарства.
22 листопада 2005 Анґела Меркель була обрана федеральним канцлером ФРН, 397 депутатів Бундестагу проголосували «за», 202 — «проти», 12 — «утрималися».
| Міністерство                                                                       | Міністр                 | Партія | Мандат Бундестагу |
| ---------------------------------------------------------------------------------- | ----------------------- | ------ | ----------------- |
| федеральний канцлер                                                                | др. Анґела Меркель      | ХДС    | так               |
| праці та соціальної опіки та віце-канцлер                                          | Франц Мюнтеферінг       | СДПН   | так               |
| закодонних справ                                                                   | Франк-Вальтер Штайнмаєр | СДПН   | ні                |
| внутрішніх справ                                                                   | др. Вольфганг Шойбле    | ХДС    | так               |
| юстиції                                                                            | Брігітта Ципріс         | СДПН   | ні                |
| фінансів                                                                           | Пеер Штайнбрюк          | СДПН   | ні                |
| економіки та технологій                                                            | Міхаель Глос            | ХСС    | так               |
| продовольства, сільського господарства та захисту споживачів                       | Горст Зеегофер          | ХСС    | так               |
| оборони                                                                            | Франц Йозеф Юнг         | ХДС    | так               |
| у справах сім'ї, пенсіонерів, жінок та молоді                                      | Урсула фон дер Ляєн     | ХДС    | ні                |
| здоров'я                                                                           | Улла Шмідт              | СДПН   | ні                |
| транспорту, будівництва, розвитку міст                                             | Вольфганг Тіфензее      | СДПН   | ні                |
| навколишнього середовища, захисту природи та безпеки реакторів                     | Зігмар Габрієль         | СДПН   | так               |
| освіти та наукових досліджень                                                      | Аннетте Шаван           | ХДС    | так               |
| федеральний міністр з особливих завдань та Голова Канцелярії Федерального канцлера | Томас де Мезьєр         | ХДС    | ні                |
| економічної співпраці та розвитку                                                  | Гайдемарі Вєчорек-Цойль | СДПН   | так               |